# 武尊山

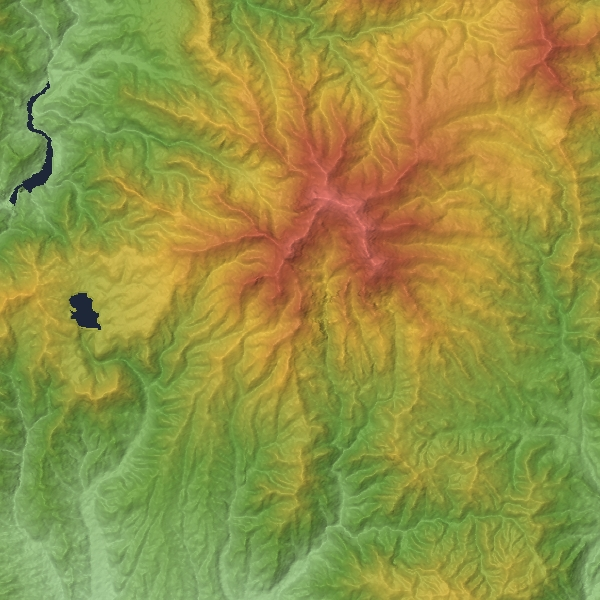
武尊火山の火山体地形図

武尊山（ほたかやま）は、群馬県利根郡みなかみ町、川場村、片品村の境にある標高2,158mの成層火山である。北アルプスの穂高岳と区別するため、上州武尊山とも呼ばれる。日本百名山及び新・花の百名山に選定されている山である。

## 概要
武尊山は、第四紀の約120万～100万年前に形成された。八つの主な峰からなる。山頂には、一等三角点が設置されている。標高2,000m以上では唯一、国立、国定、県立のあらゆる自然公園に含まれていない山岳でもある。山域は国有林であり、山頂周辺は林野庁により武尊自然休養林に指定されている。

## 山名の由来
山名の由来は、日本武尊（やまとたけるのみこと）の東征の故事によるものとされている。山名に日本武尊の「武尊」の字をあてるようになったのは、江戸時代と考えられている。山麓に点在する約30の神社の名が「武尊」表記となったのは明治以降である。日本武尊伝説は近世になってホタカ山の修験者が語りはじめたものと推測される。寛政年間に江戸八丁堀の行者たちが修験道を開設し、山岳信仰の霊場となっていた。
1850年（嘉永3年）に、前武尊に日本武尊の像が建立された。

## 主な峰
- 沖武尊（2,158m、主峰、最高峰）
- 中ノ岳（2,144m）
- 家ノ串（2,103m）
- 前武尊（2,040m）
- 剣ヶ峰（2,083m）
- 剣ヶ峰山（2,020m）
- 獅子ヶ鼻山（1,875m）
- 西峰（1,871m）

## 登山
1990年（平成2年）から毎年秋期、郷土の登山家山田昇・三枝照雄を称えた登山大会、山田昇記念杯登山競争大会が開催されている。各方面からの登山道がある。中ノ岳付近の山腹には「笹清水」と呼ばれる水場と「凰池」と呼ばれる窪地がある。

### 周辺の山小屋
周辺の登山道には、山小屋がある。
- 武尊避難小屋
- 手小屋沢避難小屋
- 旭小屋

## 地理

### 周辺の山
- 至仏山
- 谷川岳
- 迦葉山

### 源流の河川
源流の河川は、利根川水系で太平洋へ流れる。その支流には、武尊川がある。

### 周辺の施設
山麓には複数のスキー場がある。
- オグナほたかスキー場
- 武尊牧場スキー場
- 川場スキー場
- たんばらスキーパーク
- 水上宝台樹スキー場
- 武尊オリンピアスキー場（2001年から営業休止）

山麓には温泉地がある。登山口付近にはキャンプ場がある。
- 片品温泉
- 道の駅白沢（北に武尊山を望むことができる）
- 武尊高原キャンプ場
- 川場キャンプ場
- 宝台樹キャンプ場
- 武尊神社（北西の武尊川沿いにある）

## 関連画像

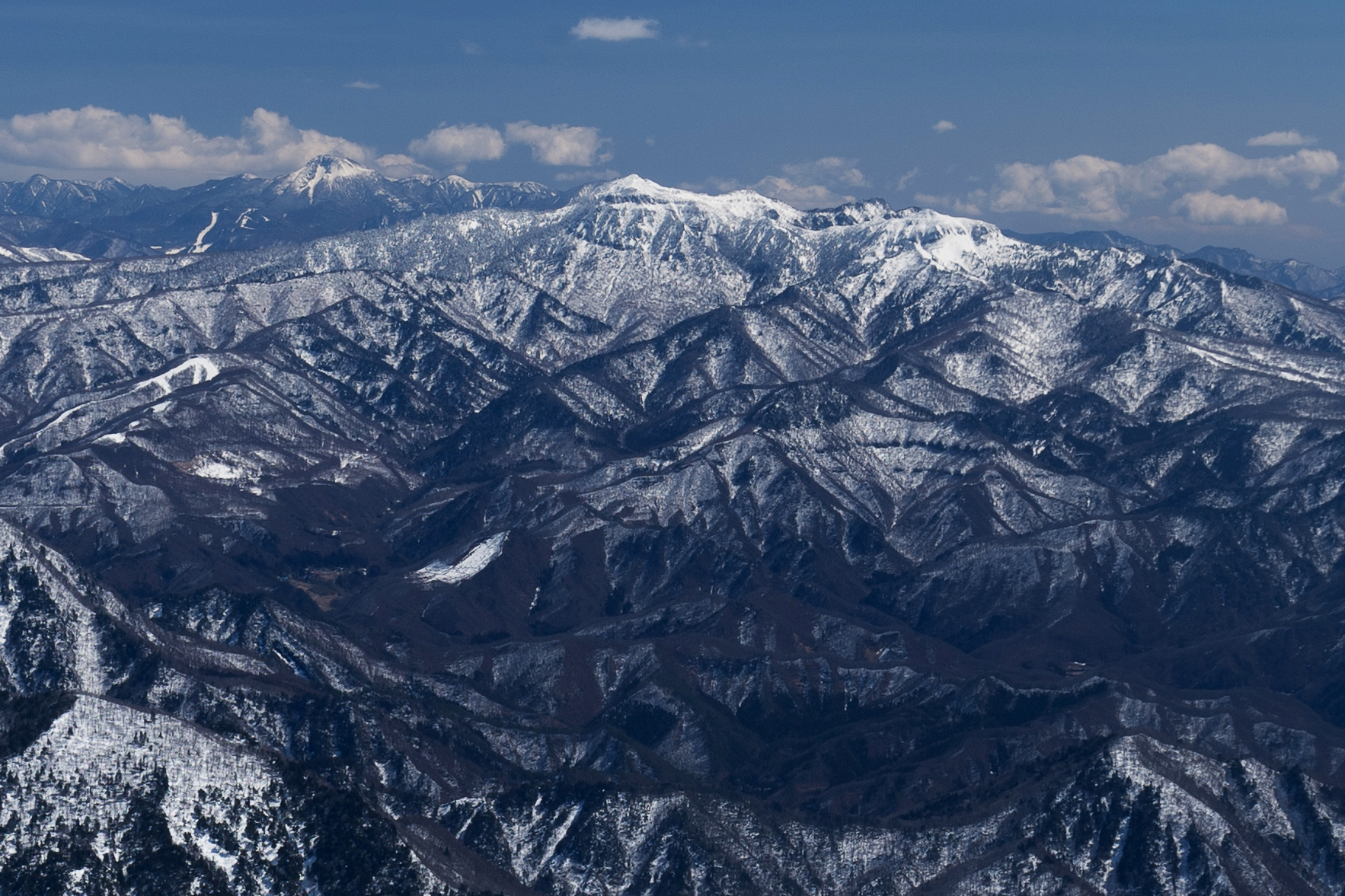
武尊山を北北西から望む（谷川岳から）
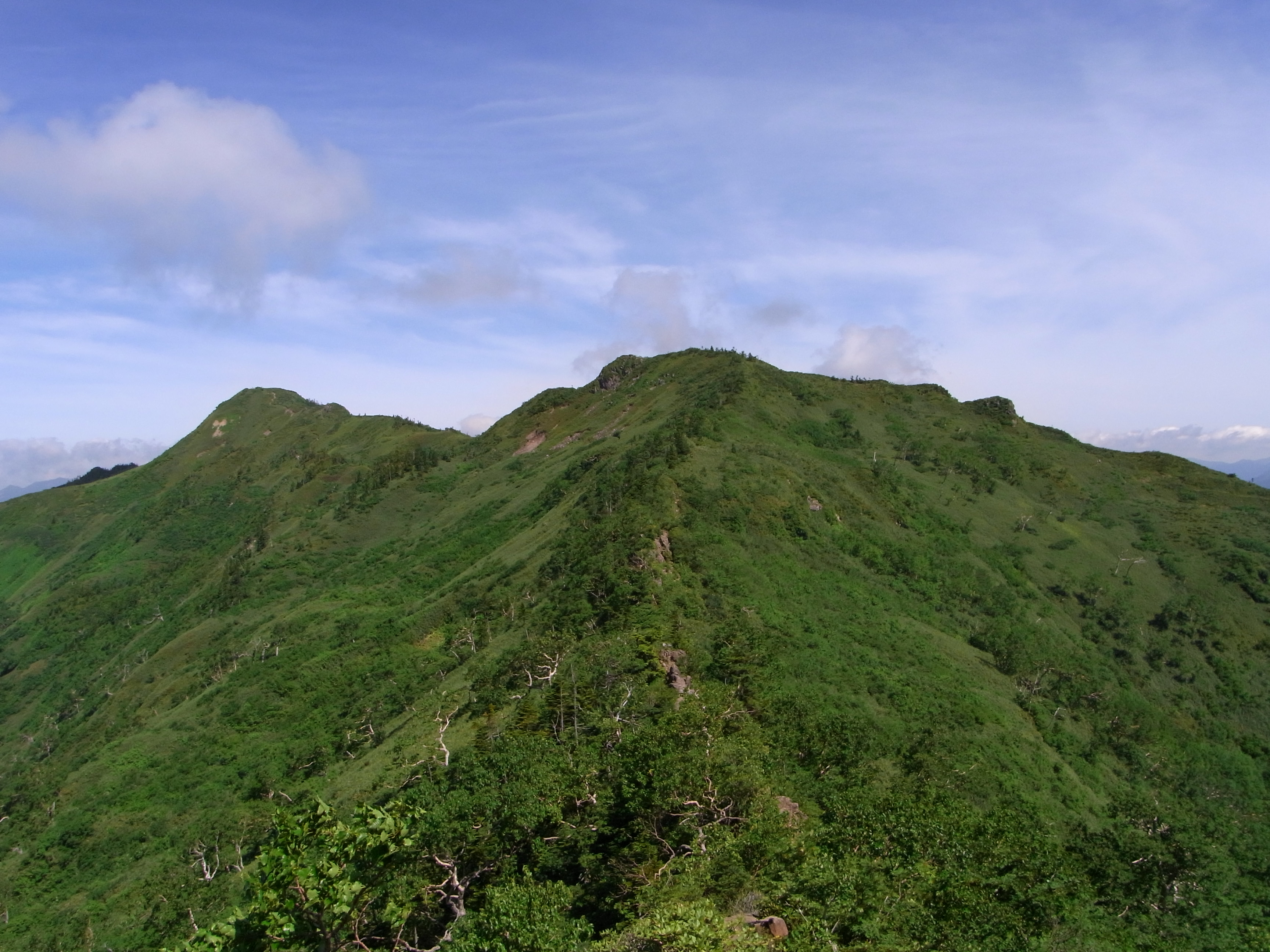
中ノ岳
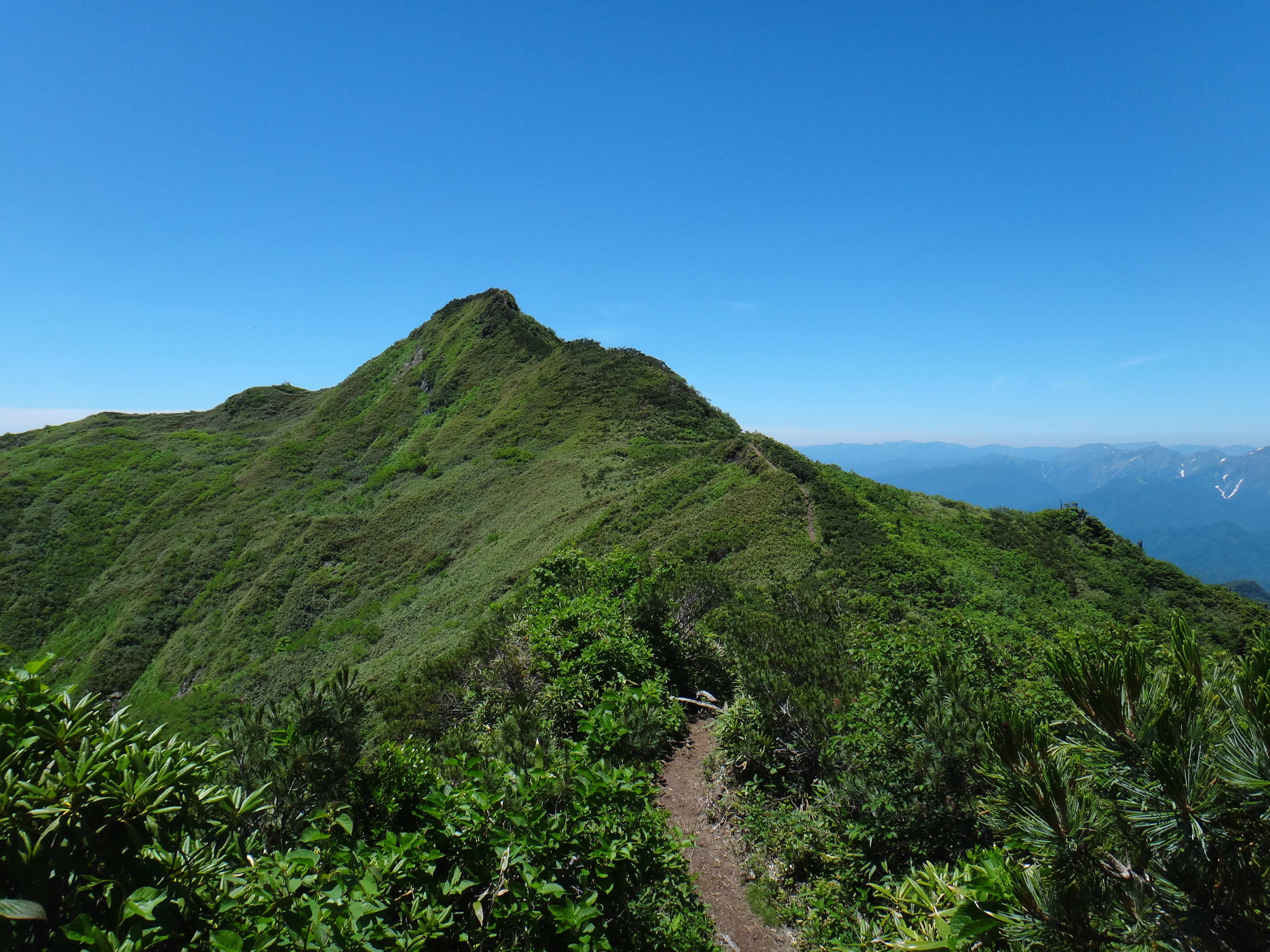
剣ヶ峰
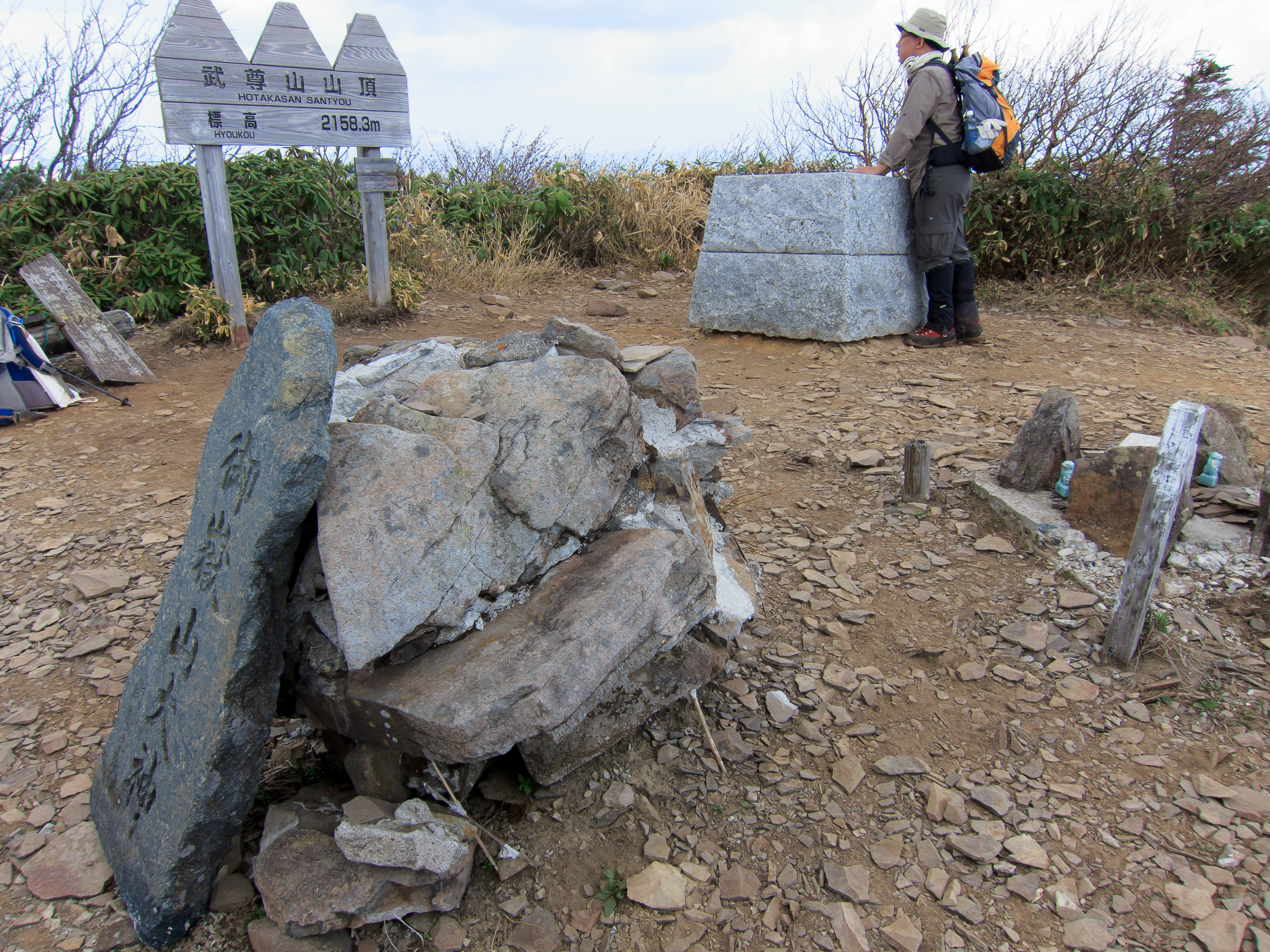
山頂
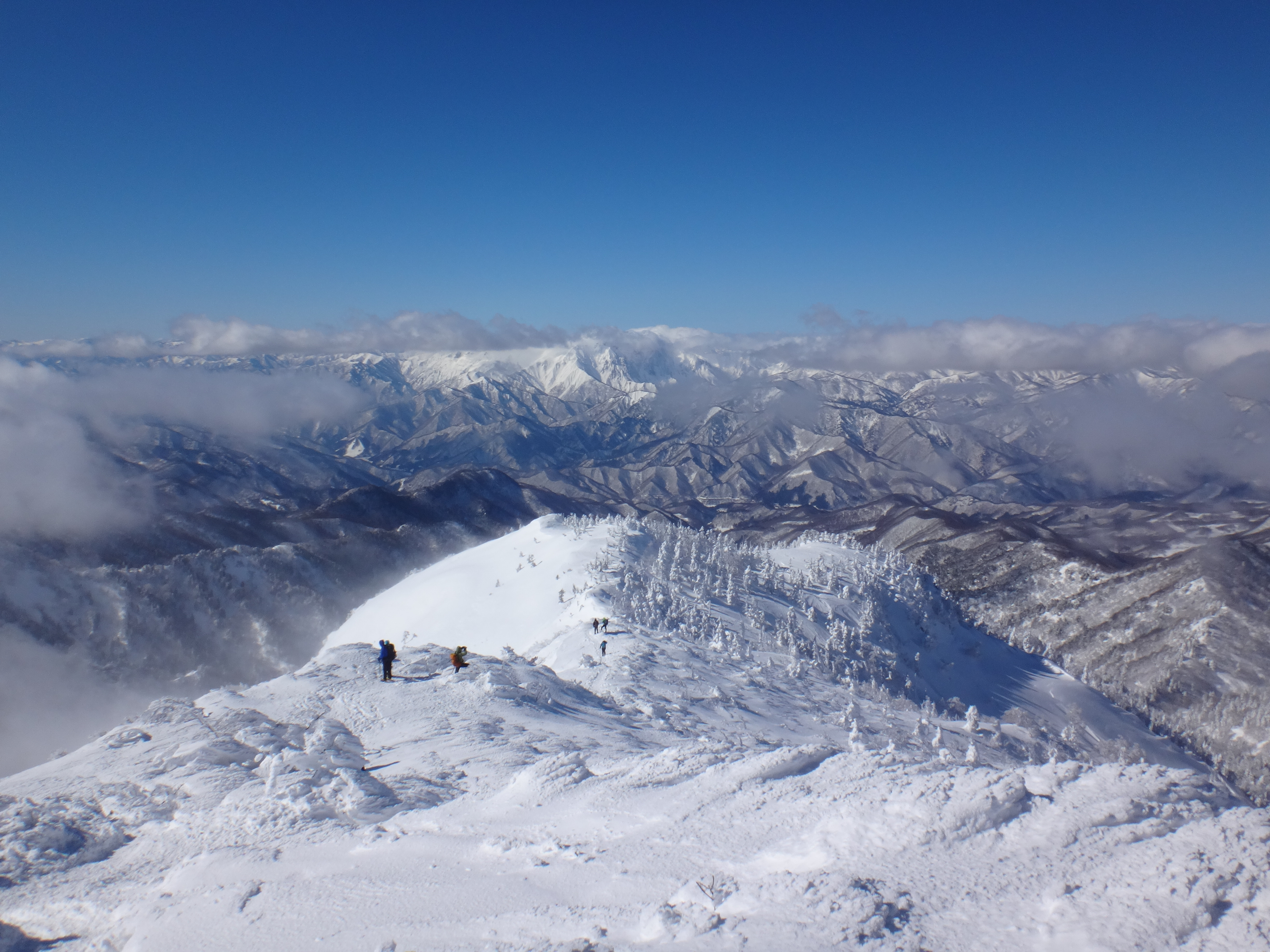
武尊山からの谷川連峰
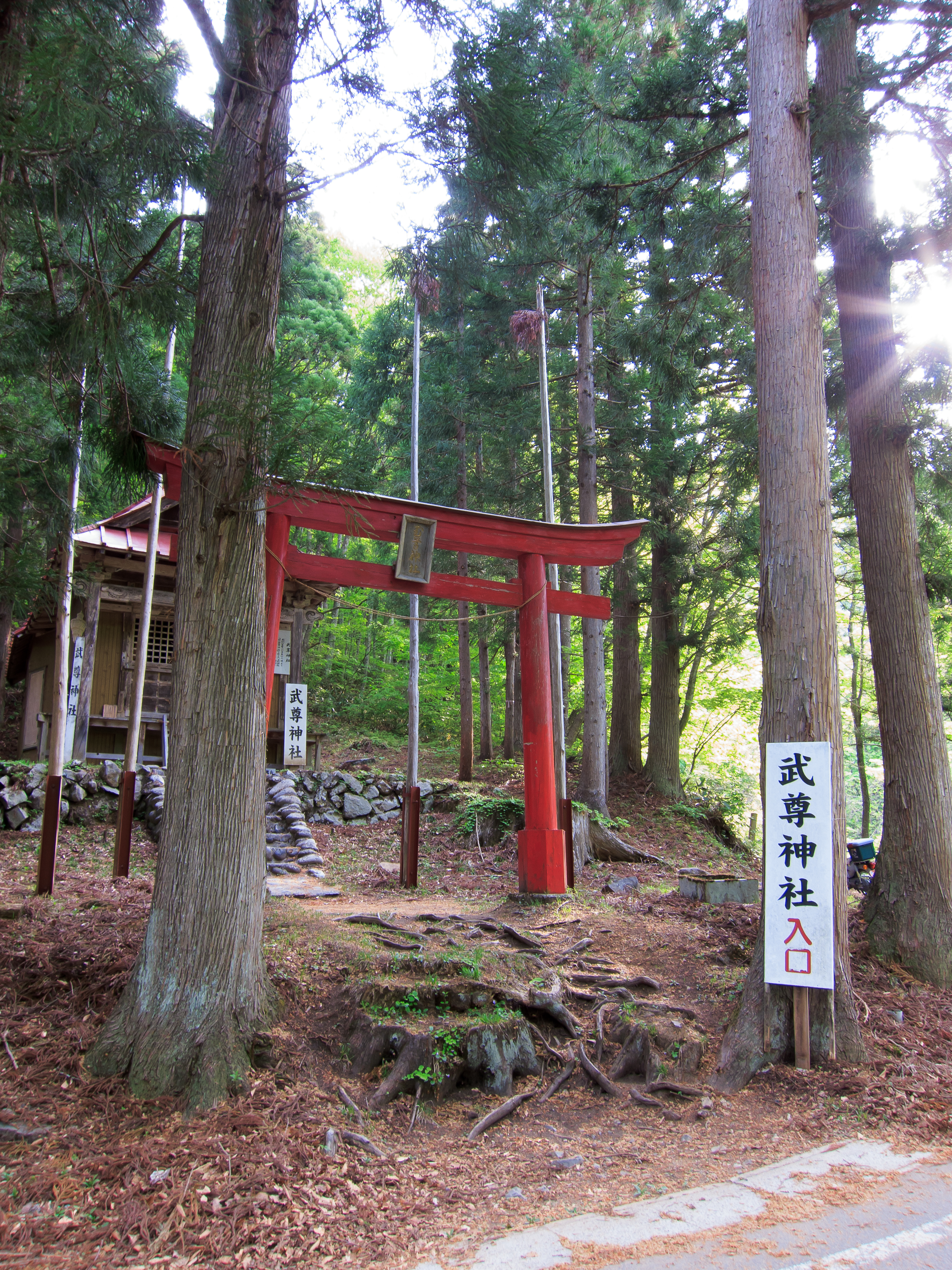
西北西の麓にある武尊神社